# Luís Flávio Cappio

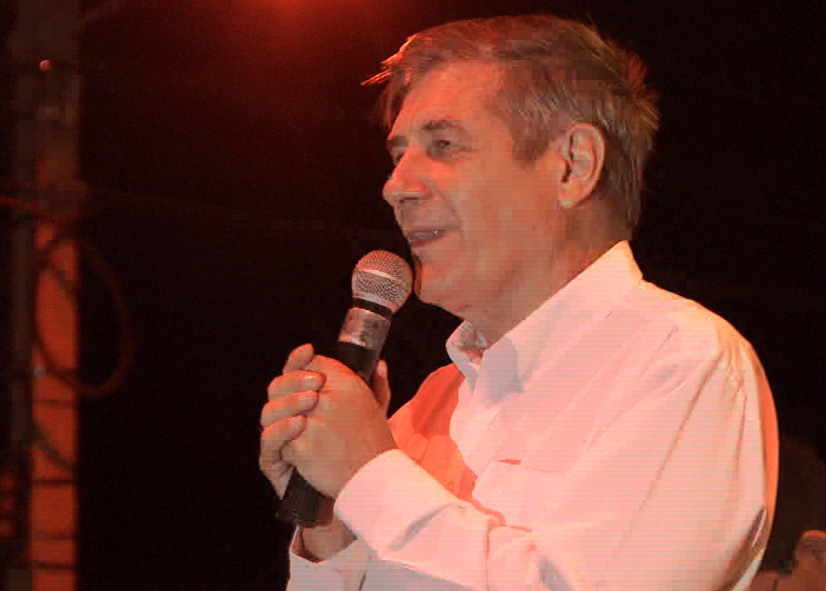
Luís Flávio Cappio en 2007.

Luís Flávio Cappio (né à Guaratinguetá, 4 octobre 1946) est un ecclésiastique catholique brésilien, 8e évêque de Barra dans l'État de Bahia, depuis 1997.
Il s'est fait connaître en 2005 en entamant une grève de la faim pour marquer son opposition au projet de transfert des eaux du rio São Francisco.